# Papa Dono
Dono o Domno (Roma, ... – Roma, 11 aprile 678) è stato il 78º papa della Chiesa cattolica dal 2 novembre 676 fino alla sua morte.

## Biografia
Era figlio di un romano di nome Maurizio, ma del suo pontificato si hanno scarse notizie.
Si occupò dei miglioramenti architettonici di Roma, compresa la pavimentazione delle aree attorno all'antica basilica di San Pietro in Vaticano e ad altre chiese romane. Oltre a ciò, disperse un gruppo di monaci nestoriani che erano stati scoperti in un monastero siriaco di Roma, che venne affidato a monaci cattolici.
L'evento più significativo fu la fine dello scisma tra le Chiese di Ravenna e di Roma, iniziato nel 666, quando l'imperatore bizantino Costante II concesse alla Chiesa di Ravenna l'autocefalia. Questa venne revocata dall'imperatore Costantino IV. Da parte sua, l'arcivescovo di Ravenna Teodoro non aveva alcuna intenzione di sottomettersi a Roma, ma fu costretto dall'intervento deciso dell'imperatore (che aveva un debito di riconoscenza verso il papato, che lo aveva aiutato a riconquistare il legittimo trono), e dovette abbandonare le pretese di autocefalia.
Le sue relazioni con Costantinopoli furono dunque improntate alla conciliazione, anche perché l'imperatore era intenzionato a recuperare il dialogo tra le Chiese di Costantinopoli e di Roma. Prima che si concretizzassero iniziative in tal senso, Dono morì, l'11 aprile 678. È sepolto nell'antica basilica di San Pietro in Vaticano.